# Cement ekspansywny
Cement ekspansywny - cement, który pęcznieje w trakcie twardnienia. Istnieje kilka sposobów jego otrzymania: np. zmieszanie cementu portlandzkiego lub cementu glinowego ze składnikiem ekspansywnym. Jest stosowany między innymi do zalewania ubytków, otworów na śruby w konstrukcjach betonowych.
Dawniej stosowany do zalewania pęknięć. Dziś do tego typu napraw stosuje się gotowe, specjalne mieszanki modyfikowane polimerami. Ich skład jest ściśle ustalony i przeznaczenie podane na opakowaniu (np. napraw rys do 2 mm, napraw rys 2 - 5 mm itp.). Użycie jest bezpieczniejsze. Posiadają lepsze własności czepne, większą niż beton wytrzymałość mechaniczną, przyrost objętości jest wcześniej sprawdzany w laboratoriach przygotowujących receptę składu.